# Ирга Ламарка
Ирга Ламарка (лат. Amelanchier × lamarckii) — крупный листопадный цветущий кустарник или небольшое дерево семейства Розовые. Он широко натурализовался в Европе, где известен как снежная мушмула (название, которое также применяется к родственному виду Ирга ольхолистная (Amelanchier ovalis)), или снежный меспилус. 
Европейские растения являются потомками растений, первоначально произрастающих в восточной части Северной Америки; в Северной Америке также были обнаружены экземпляры растений, очевидно, вторично полученных от этих европейских форм.

## Морфология
Быстрорастущий кустарник или дерево высотой до 4-5 м. Листья при распускании с пурпурным оттенком, затем зеленеют.
Весной растение выпускает звездообразные белые цветы, которые появляются одновременно с распусканием новых листьев. У цветков по пять лепестков. Молодые ягодообразные плоды тёмно-красные в молодом состоянии, но становятся тёмно-фиолетовыми, когда созревают. Плоды съедобны и имеют яблочно-сладкий вкус. Листья также меняют цвет, раскрываясь розовыми, становясь жёлто-зелёными, а осенью краснея.
Оно удостоено награды Королевского садоводческого общества «За заслуги перед садом».
Эта форма является апомиктическим микровидом и предположительно имеет гибридное происхождение (Amelanchier laevis и Amelanchier arborea или Amelanchier canadensis), поэтому по правилам ботанической номенклатуры она называется Amelanchier × lamarckii. Его общее название «снежный меспилус» отражает его близкое родство с родом мушмулы, Mespilus.
Вид назван в честь французского натуралиста Жана-Батиста Ламарка (1744—1829).
Растение подходит для городского озеленения. Пылеустойчиво, дымоустойчиво, газоустойчиво. Теневыносливо.